# 賴屈萊

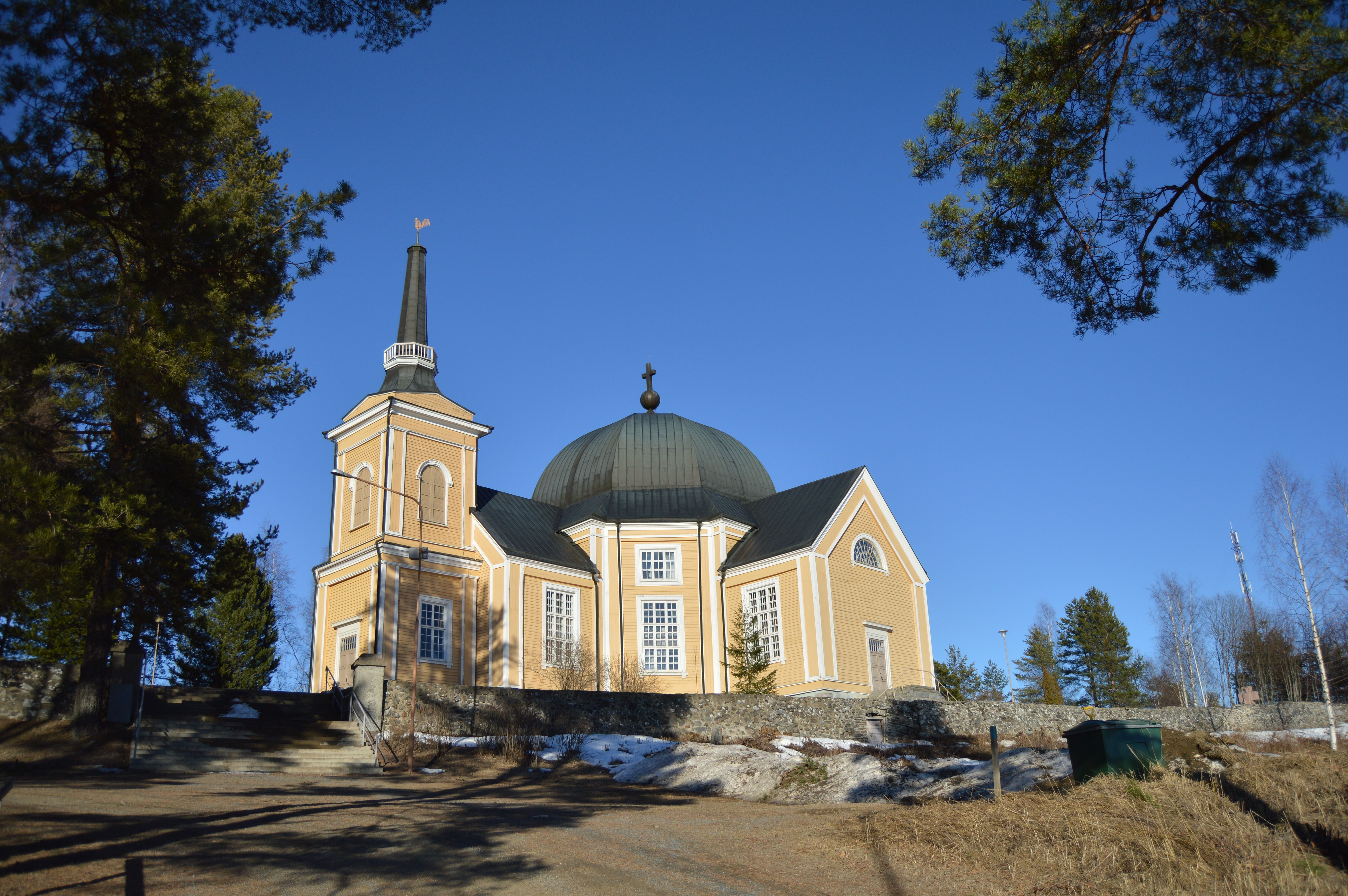
賴屈萊教堂

賴屈萊（芬蘭語：Rääkkylä）是芬蘭北卡累利阿區的市镇，位於該國東部，始建於1874年，面積700平方公里，2013年人口2,528，人口密度為每平方公里5.91人。	

## 外部連結
- 官方网站  （芬蘭語）
- Koistinen Kantele （页面存档备份，存于）